# 查爾丘阿帕
查爾丘阿帕（西班牙語：Chalchuapa），是薩爾瓦多的城鎮，位於該國西北部，由聖安娜省負責管轄，面積165.76平方公里，海拔高度717米，2007年人口74,038，人口密度每平方公里446.66人。
13°59′N 89°41′W / 13.983°N 89.683°W